# Uncus

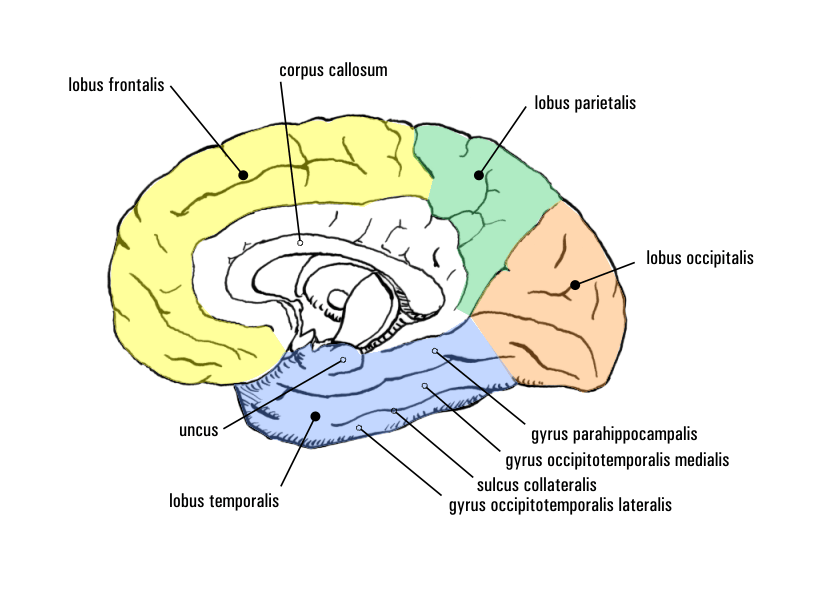
Lappen (Lobi) des Großhirns (von medial)

Uncus (lateinisch ‚Haken‘) heißt das an der Oberfläche des Schläfenlappens des Gehirns sichtbare hakenförmig nach hinten umgebogene Vorderende des Gyrus parahippocampalis bzw. dessen Fortsetzung. Am Vorderende des Uncus liegen zwei Hirnwindungen, Gyrus ambiens und Gyrus semilunaris. Der Einschnitt zwischen dem Hinterende des Uncus und dem darunterliegenden Gyrus parahippocampalis heißt Incisura unci.
Der Uncus wird in zwei Segmente unterteilt. Das vordere Segment gehört zum Lobus piriformis und umfasst Gyrus ambiens und Gyrus semilunaris, die durch den Sulcus semianularis getrennt sind. Der Gyrus semilunaris bedeckt die Amygdala. Der Gyrus ambiens besitzt eine markante Einkerbung, die durch das freie Ende des Tentorium cerebelli entsteht. Er setzt sich in das Vorderende des Gyrus parahippocampalis fort. Das hintere Segment des Uncus gehört zum Hippocampus.